# Neocordulia setifera
Neocordulia setifera är en trollsländeart som först beskrevs av Hagen in Selys 1871.  Neocordulia setifera ingår i släktet Neocordulia och familjen skimmertrollsländor. Inga underarter finns listade i Catalogue of Life.